# Motherwell
Motherwell (gälisch Tobar na Màthar) ist eine Stadt in Schottland mit 31.906 Einwohnern (2011). Sie liegt in North Lanarkshire südöstlich von Glasgow. Früher war Motherwell der wichtigste Standort der Stahlproduktion in Schottland, was Motherwell den Spitznamen „Steelopolis“ einbrachte. In den 1980er und 1990er Jahren kollabierte die Stahlproduktion jedoch allmählich, wovon sich Motherwell bislang noch nicht richtig erholen konnte. Die Stadt hat heute eine der höchsten Arbeitslosenquoten Schottlands.
Motherwell ist Sitz des römisch-katholischen Bistums Motherwell. Bischofskirche ist die Kathedrale Our Lady of Good Aid.

## Sehenswürdigkeiten
In der Stadt gibt es den Freizeitpark M&Ds Scotland’s Theme Park.

## Städtepartnerschaft
- Schweinfurt (Deutschland) ist Partnerstadt von Motherwell.[2]

## Persönlichkeiten
- Tom Miller (1890–1958), Fußballspieler
- Duncan Black (1908–1991), Ökonom
- David Langton (1912–1994), Schauspieler
- Bernard Bonner (1927–2005), Fußballspieler
- Nancy Riach (1927–1947), Schwimmerin
- Catherine Gibson (1931–2013), Schwimmerin
- Ian St. John (1938–2021), Fußballnationalspieler und -trainer
- Hamish Imlach (1940–1996), Sänger
- Tommy Gemmell (1943–2017), Fußballnationalspieler und -trainer
- Christopher Harvie (* 1944), Historiker und Politiker
- Nan Rae (* 1944), Schwimmerin
- Ann Taylor (* 1947), Politikerin
- William Nolan (* 1954), katholischer Bischof
- Doogie White (* 1960), Sänger
- Clare Adamson (* 1967), Politikerin
- Graeme Holmes (* 1984), Fußballspieler
- Katie Leung (* 1987), Schauspielerin
- Mark Reynolds (* 1987), Fußballspieler
- Michael Devlin (* 1993), Fußballspieler

## Nachweise
1. ↑  Zensus 2011
2. ↑  The Scottish Government — Existing Engagement between Scotland and Germany